# Dades
Dades nebo Dadés (francouzsky Oued Dadès) je řeka v jižním Maroku, jedna ze zdrojnic řeky Draa. Plocha jejího povodí měří 7170 km².

## Průběh toku
Řeka pramení na jižních svazích Vysokého Atlasu a teče převážně jihozápadním směrem. Cestu si razí stejnojmennou soutěskou mezi Vysokým Atlasem a pohořím Jebel Sarhro, která je vyhledávaným turistickým cílem. Vlévá se spolu s řekami Warzazát a Ait Douchene do přehradní nádrže El Mansour Eddahbi, která slouží především jako zdroj vody pro zavlažování a v menší míře též pro výrobu elektrické energie.

### Větší přítoky
Největším jejím přítokem je řeka M'Goun, která je v místě soutoku vodnější než samotná Dades.

## Vodní režim
Průměrný průtok nedaleko ústí ve stanici Tinouar činí 7,4 m³/s. Nejvíce vody má řeka v březnu a v dubnu, nejméně v červenci a v srpnu. Průtok řeky během roku není tak rozkolísaný, jako je tomu u řek Oaurzazate a Ait Douchene.